# Jean Parmentier
Jean Parmentier (* 1494 in Dieppe; † 3. Dezember 1529 in Sumatra Barat) war ein französischer Dichter und Seefahrer.

## Leben
Jean Parmentier erlernte die Kartographie in Dieppe und wurde Seefahrer im Dienste von Jean Ango. In den 1520er Jahren erreichte er Brasilien, Guinea und Madagaskar. 1529 segelte er mit seinem Bruder Raoul Parmentier (* 1498) nach Sumatra. Sein Schiff hieß Pensée (Denken), das seines Bruders Sacre (Weihe). Es war die erste französische Expedition in den Fernen Osten. Beide Brüder starben vor dem Strand von Tiku bei Pandang an Skorbut. Die Schiffe kehrten unter neuem Kommando nach Dieppe zurück.
Jean Parmentier war ein begabter Dichter. Er beteiligte sich erfolgreich an Dichterwettbewerben in Dieppe und Rouen und schrieb auch im Auftrag des Hofes. 1528 übersetzte er De coniuratione Catilinae von Sallust. Auf der Seefahrt nach Sumatra machte er sein Abenteuer und die Erlebnisse in der endlosen Weite des Meeres zum Gegenstand einer Dichtung unter dem Titel „Die Wunder Gottes und die Würde des Menschen“ (Les merveilles de Dieu et la dignité de l’homme). Sein Freund Pierre Crignon (1464–1540) brachte den Text zurück nach Frankreich. Moderne Ausgaben der Dichtung wie auch des Logbuchs liegen vor.

## Werke (moderne Ausgaben)
- (Übersetzer) L’Hystoire catilinaire de Salluste. Tru-Print, Dublin 1969.
- Oeuvres poétiques. Hrsg. Françoise Ferrand. Droz, Genf 1971. (kritische Ausgabe)
- (mit Raoul Parmentier) Le discours de la navigation de Jean et Raoul Parmentier de Dieppe. Voyage à Sumatra en 1529. Description de l’Isle de Sainct-Domingo. Hrsg. Charles Schefer (1820–1898). E. Leroux, Paris 1883. Slatkine, Genf 1971. (darin: Jean Parmentier: Traicté en forme d’exhortation, contenant les merveilles de Dieu et la dignité de l’homme und Pierre Crignon: Plaincte sur le trespas de deffunctz Jean et Raoul Parmentier)
  - (mit Raoul Parmentier) Voyage à Sumatra en 1529. Journal de bord. Suivi de la Description de l’Isle de Saint-Dominigo & du Traité des merveilles de Jean Parmentier. Paleo, Clermont-Ferrand 2001.
- Jean-Michel Barrault: Le Sacre et la Pensée 1529, de Dieppe à Sumatra. Les capitaines-poètes de Jean Ango ouvrent la route des Indes fabuleuses. Seghers, Paris 1989. Payot, Paris 1996. (darin: Jean Parmentier: Traité en forme d’exhortation contenant les merveilles de Dieu et la dignité de l’homme)
- Journal de voyage de Jean Parmentier de Dieppe à l’île de Sumatra en l’année 1529. Hrsg. Louis Estancelin (1777–1858). La Découvrance, Bouhet 2004. (ursprünglich 1832)